# Stobîhivka, Kamin-Kașîrskîi
Stobîhivka (în ucraineană Стобихівка) este localitatea de reședință a comunei Stobîhivka din raionul Kamin-Kașîrskîi, regiunea Volînia, Ucraina.

## Demografie
Componența lingvistică a localității Stobîhivka
     Ucraineană (99,45%)
     Alte limbi (0,55%)
Conform recensământului din 2001, majoritatea populației localității Stobîhivka era vorbitoare de ucraineană (99,45%), existând în minoritate și vorbitori de alte limbi.